# Beer Hackett
Beer Hackett est une paroisse civile et un village du Dorset, en Angleterre.